# Spýros Artavánis-Tsákonas
Spýros Artavánis-Tsákonas, né le 28 octobre 1946 à Athènes en Grèce, est un chercheur grec, professeur de biologie et génétique du développement au Collège de France et à l'Harvard Medical School depuis 1999.

## Biographie
Spýros Artavánis-Tsákonas soutient sa thèse en biologie moléculaire de l'Université de Cambridge en 1975. Après avoir été post-doctorant à l'Université de Bâle et à l'Université Stanford, il intègre l'Université Yale comme assistant professeur en 1981, puis professeur titulaire en 1989. Chercheur HHMI, il prend la direction du Boyer Center for Molecular Medecine de Yale en 1991. En 1999, il obtient à la fois la chaire de biologie du développement à l'Harvard Medical School de Boston et la chaire de biologie et génétique du développement au Collège de France à Paris, institutions dans lesquelles il enseigne et pratique ses recherches depuis.

## Apport scientifique
Spýros Artavánis-Tsákonas s'est principalement intéressé à la neurobiologie du développement notamment en décrivant la voie de signalisation Notch chez la Drosophile.